# داریو کامپایا
داریو کامپایا (انگلیسی: Dario Campagna؛ زادهٔ ۳۰ ژانویهٔ ۱۹۸۸) بازیکن فوتبال اهل ایتالیا است.
از باشگاه‌هایی که در آن بازی کرده‌است می‌توان به باشگاه فوتبال هلاس ورونا، باشگاه فوتبال یوونتوس، باشگاه فوتبال کرمونزه، باشگاه فوتبال ونتزیا، باشگاه فوتبال پیاچنزا، و باشگاه فوتبال اتلتیکو آرتزو اشاره کرد.